# Arctiinae
Arctiinae (ranije nazvana porodica Arctiidae) su velika i raznolika potporodica moljaca sa oko 11.000 vrsta koje se nalaze širom sveta, uključujući 6.000 neotropskih vrsta. Ova potporodica uključuje grupe koje su obično poznate kao tigrasti moljci (ili tigrovi), koji obično imaju jarke boje, lakeji, koji su obično mnogo sivlji, lišajski moljci i osni moljci. Mnoge vrste imaju „dlakave” gusenice koje su popularno poznate kao vunasti medvedi ili vunasti crvi. Naučni naziv Arctiinae se odnosi na ovu dlakavost (grč. αρκτος = medved). Neke vrste unutar Arctiinae u svojim uobičajenim nazivima imaju reč „tussock“, jer su pogrešno identifikovani kao članovi potporodice Lymantriinaena osnovu karakteristika larvi.

## Literatura
- Bates, DL; Fenton, MB (1990). „Aposematism or startle? Predators learn their responses to the defenses of prey”. Can J Zool. 68 (1): 49—52. Bibcode:1990CaJZ...68...49B. doi:10.1139/z90-009.
- Dunning, DC; Krüger, M (1995). „Aposematic sounds in African moths”. Biotropica. 27 (2): 227—231. Bibcode:1995Biotr..27..227D. JSTOR 2388998. doi:10.2307/2388998.
- Dunning, DC; Acharya, L; Merriman, CB; Ferro, LD (1992). „Interactions between bats and arctiid moths”. Can J Zool. 70 (11): 2218—2223. Bibcode:1992CaJZ...70.2218D. doi:10.1139/z92-298.
- Fullard, JH; Fenton, MB; Simmons, JA (1979). „Jamming bat echolocation: the clicks of arctiid moths”. Can J Zool. 57 (3): 647—649. Bibcode:1979CaJZ...57..647F. doi:10.1139/z79-076.
- Science Fridays: Moths Can Escape Bats By Jamming Sonar
- Dubatolov, VV (2010). „Tiger-moths of Eurasia (Lepidoptera, Arctiidae) (Nyctemerini by Rob de Vos & Vladimir V. Dubatolov)”. Neue Entomologische Nachrichten. 65: 1—106.
- Edwards, ED (1996). „Arctiidae”. Monographs on Australian Lepidoptera. 4 (278–286): 368—370.
- Ferguson, DC; Opler, PA (2006). „Checklist of the Arctiidae (Lepidoptera: Insecta) of the continental United States and Canada”. Zootaxa. 1299: 1—33. doi:10.11646/zootaxa.1299.1.1.
- Goodger DT, Watson A (1995). The Afrotropical Tiger-Moths. An illustrated catalogue, with generic diagnosis and species distribution, of the Afrotropical Arctiinae (Lepidoptera: Arctiidae). Apollo Books Aps.: Denmark, 55 pp.
- Watson, A (1971). „An illustrated Catalog of the Neotropic Arctiinae type in the United States National Museum (Lepidoptera: Arctiidae) Part 1”. Smithsonian Contributions to Zoology. 50 (50): 1—361. doi:10.5479/si.00810282.50.
- Watson, A; Goodger, DT (1986). „Catalogue of the Neotropical Tiger-moths”. Occasional Papers on Systematic Entomology. 1: 1—71.
- Da Costa, MA; Weller, SJ (2005). „Phylogeny and classification of Callimorphini (Lepidoptera: Arctiidae: Arctiinae)”. Zootaxa. 1025: 1—94. doi:10.11646/zootaxa.1025.1.1.
- Dubatolov VV (2006). „Cladogenesis of tiger-moths of the subfamily Arctiinae: development of a cladogenetic model of the tribe Callimorphini (Lepidoptera, Arctiidae) by the SYNAP method”. Euroasian Entomological Journal. 5 (2): 95—104. (in Russian).
- Dubatolov VV (2008). „Construction of the phylogenetic model for the genera of the tribe Arctiini (Lepidoptera, Arctiidae) with the SYNAP method”. Entomological Review. 88 (7):833-837. Translated from: Entomologicheskoe Obozrenie 87(3): 653—658.
- Dubatolov VV (2009). „Development of a phylogenetic model for the tribe Micrarctiini (Lepidoptera, Arctiidae) by the SYNAP method”. Entomological Review. 89 (3): 306—313.. Translated from: Zoologicheskii Zhurnal. 88  (4):  438–445
- Dowdy, NJ; Keating, SK; Lemmon, AR; Lemmon, EM; Conner, WE; Scott Chialvo, CH; Weller, SJ; Simmons, RB; Sisson, MS; Zaspel, JM (2020). „A deeper meaning for shallow-level phylogenomic studies: nested anchored hybrid enrichment offers great promise for resolving the tiger moth tree of life (Lepidoptera: Erebidae: Arctiinae)”. Systematic Entomology. 45 (4): 874—893. Bibcode:2020SysEn..45..874D. S2CID 218787287. doi:10.1111/syen.12433.
- Jacobson NL, Weller SJ (2002). A cladistic study of the Arctiidae (Lepidoptera) by using characters of immatures and adults. Thomas Say publications in entomology. Entomological Society of America | Lanham, Maryland, 98 pp.
- Dubatolov, VV (2008). „Analysis of Insect Distribution in the Northern Hemisphere by the Example of the Subfamily Arctiinae (Lepidoptera, Artctiidae)”. Contemporary Problems of Ecology. 1 (2): 183—193, 194—203. S2CID 34805999. doi:10.1134/S1995425508020033.
- William Conner (ed.). Tiger moths and woolly bears : behavior, ecology, and evolution of the Arctiidae. 2009. ISBN 978-0-19-532737-3.. Oxford University Press: New York.

## Spoljašnje veze
- Family "Family Arctiidae". Insecta.pro.
- Belize Arctiidae Digital colour "plates"
- Jamaica Arctiidae Digital colour "plates"
- Digital images of Neotropical Arctiidae and Geometridae
- SZM Digital images
- "Nais Tiger Moth Apantesis nais (Drury, 1773)". Butterflies and Moths of North America.
- on the UF / IFAS Featured Creatures Web site
  - Empyreuma affinis, spotted oleander caterpillar
  - Estigmene acrea, saltmarsh caterpillar
  - Lycomorpha pholus, black and yellow lichen moth
  - Lymire edwardsii, Edwards wasp moth
  - entnem.ifas.ufl.edu
  - Utetheisa ornatrix, bella moth
- Beattyville Woolly Worm Festival 2012 Site